# Shinden-zukuri

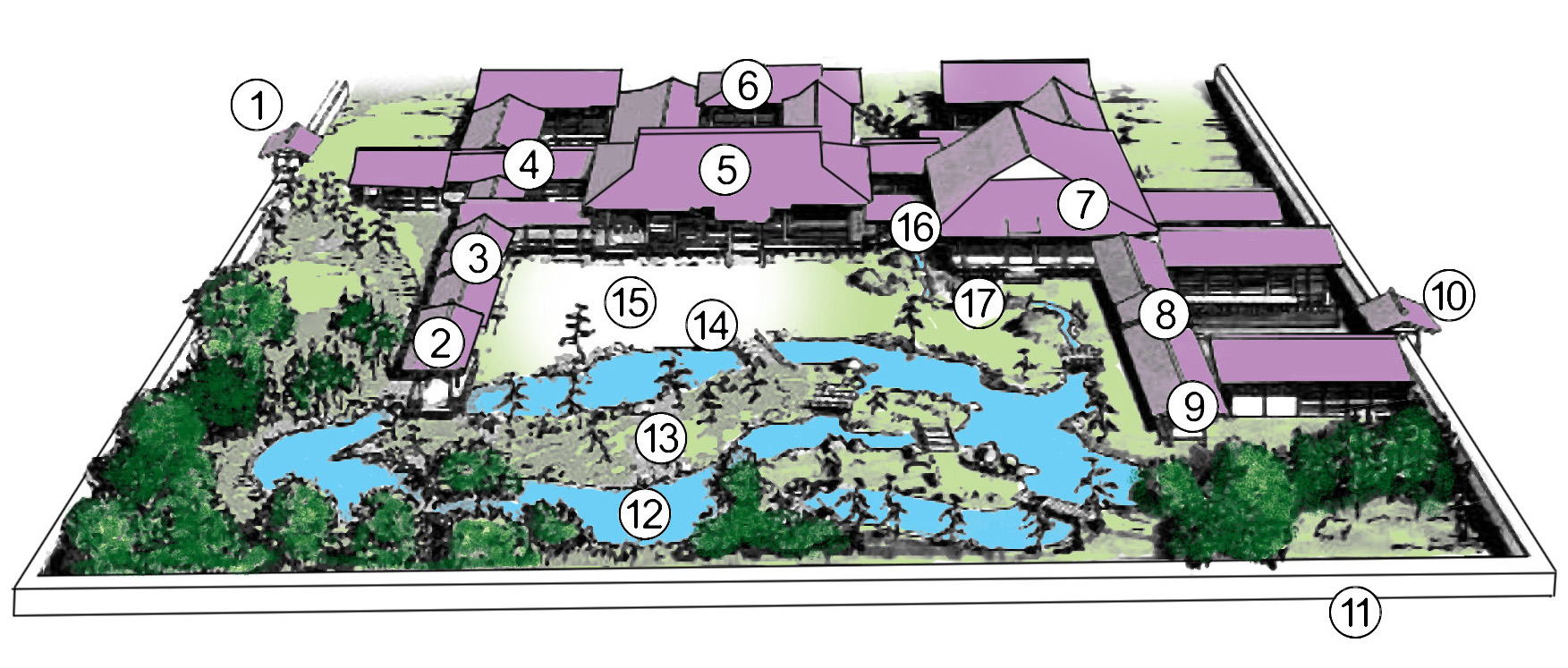
estilo de jardim Shinden-zukuri

O estilo Shinden (japonês:寝殿造 ou 寝殿造り, Shinden-zukuri)) é o estilo arquitectural japonês de palácios ou casas aristocratas construídas em Heian-kyō (平安京, hoje Quioto) durante o período Heian (784-1185), especialmente no século X). As principais características do Shinden-zukuri são a simetria do conjunto edificado e do espaço livre entre eles.